# World Grand Prix 2014
Il World Grand Prix 2014 si è svolto dal 25 luglio al 24 agosto 2014: al torneo hanno partecipato ventotto squadre nazionali e la vittoria finale è andata per la decima volta, la seconda consecutiva, al Brasile.

## Regolamento

### Formula
Le squadre, divise in tre gruppi, hanno disputato una prima fase a gironi con formula del girone all'italiana; al termine della prima fase:
- Le prime tre classificate del gruppo 3 e la squadra del paese organizzatore (nel caso in cui sia stata tra le prime tre classificate, si è qualificata la quarta classificata del gruppo 3) hanno acceduto alla fase finale strutturata in semifinali, finale per il terzo posto e finale: la vincitrice è promossa nel gruppo 2 per l'edizione 2015.
- Le prime tre classificate del gruppo 2 e la squadra del paese organizzatore (nel caso in cui sia stata tra le prime tre classificate, si è qualificata la quarta classificata del gruppo 2) hanno acceduto alla fase finale strutturata in semifinali, finale per il terzo posto e finale: la vincitrice si è qualificata per la fase finale del gruppo 1 ed è promossa nel gruppo 1 per l'edizione 2015.

L'ultima classificata del gruppo 2 è retrocessa nel gruppo 3 per l'edizione 2015 (nel caso in cui l'ultima classificata è la squadra del paese organizzatore della fase finale, è retrocessa la penultima classificata del gruppo 2).
- Le prime quattro classificate del gruppo 1, la squadra del paese organizzatore (nel caso in cui sia stata tra le prime quattro classificate, si è qualificata la quinta classificata del gruppo 1) e la vincitrice della fase finale del gruppo 2 hanno acceduto alla fase finale strutturata in un girone all'italiana.

L'ultima classificata del gruppo 1 è retrocessa nel gruppo 2 per l'edizione 2015 (nel caso in cui l'ultima classificata è la squadra del paese organizzatore della fase finale, è retrocessa la penultima classificata del gruppo 1).

### Criteri di classifica
Se il risultato finale è stato di 3-0 o 3-1 sono stati assegnati 3 punti alla squadra vincente e 0 a quella sconfitta, se il risultato finale è stato di 3-2 sono stati assegnati 2 punti alla squadra vincente e 1 a quella sconfitta.
L'ordine del posizionamento in classifica è stato definito in base a:
- Numero di partite vinte;
- Punti;
- Ratio dei set vinti/persi;
- Ratio dei punti realizzati/subiti;
- Risultati degli scontri diretti.

## Squadre partecipanti
| Squadra         | Qualificazione                  | Ultima partecipazione |
| --------------- | ------------------------------- | --------------------- |
| Algeria         | Wild card                       | World Grand Prix 2013 |
| Argentina       | 16ª al World Grand Prix 2013    | World Grand Prix 2013 |
| Australia       | Wild card                       | Debutto               |
| Belgio          | 2ª all'European League 2013     | Debutto               |
| Brasile         | 1ª al World Grand Prix 2013     | World Grand Prix 2013 |
| Bulgaria        | 9ª al World Grand Prix 2013     | World Grand Prix 2013 |
| Canada          | Wild card                       | World Grand Prix 2003 |
| Cina            | 2ª al World Grand Prix 2013     | World Grand Prix 2013 |
| Corea del Sud   | Wild card                       | World Grand Prix 2012 |
| Croazia         | Wild card                       | Debutto               |
| Cuba            | 6ª alla Coppa panamericana 2013 | World Grand Prix 2013 |
| Germania        | 11ª al World Grand Prix 2013    | World Grand Prix 2013 |
| Giappone        | 4ª al World Grand Prix 2013     | World Grand Prix 2013 |
| Kazakistan      | 17ª al World Grand Prix 2013    | World Grand Prix 2013 |
| Kenya           | Wild card                       | Debutto               |
| Italia          | 5ª al World Grand Prix 2013     | World Grand Prix 2013 |
| Messico         | Wild card                       | Debutto               |
| Paesi Bassi     | 12ª al World Grand Prix 2013    | World Grand Prix 2013 |
| Perù            | Wild card                       | World Grand Prix 2011 |
| Polonia         | 15ª al World Grand Prix 2013    | World Grand Prix 2013 |
| Porto Rico      | 18ª al World Grand Prix 2013    | World Grand Prix 2013 |
| Rep. Ceca       | 14ª al World Grand Prix 2013    | World Grand Prix 2013 |
| Rep. Dominicana | 10ª al World Grand Prix 2013    | World Grand Prix 2013 |
| Russia          | 7ª al World Grand Prix 2013     | World Grand Prix 2013 |
| Serbia          | 3ª al World Grand Prix 2013     | World Grand Prix 2013 |
| Stati Uniti     | 6ª al World Grand Prix 2013     | World Grand Prix 2013 |
| Thailandia      | 13ª al World Grand Prix 2013    | World Grand Prix 2013 |
| Turchia         | 8ª al World Grand Prix 2013     | World Grand Prix 2013 |

## Torneo

### Fase a gironi

#### Gruppo 1

##### Primo week-end
| Girone A    | Girone B      | Girone C        |
| ----------- | ------------- | --------------- |
| Giappone    | Corea del Sud | Brasile         |
| Russia      | Germania      | Cina            |
| Stati Uniti | Serbia        | Italia          |
| Turchia     | Thailandia    | Rep. Dominicana |

###### Girone A
| 1º agosto 2014 Başkent Volleyball Hall, Ankara Durata: 1h:57 - Spettatori: 1 500 | Stati Uniti | 1 - 3 | Russia      | 25-22, 18-25, 20-25, 20-25        |
| 1º agosto 2014 Başkent Volleyball Hall, Ankara Durata: 1h:25 - Spettatori: 3 500 | Turchia     | 3 - 0 | Giappone    | 29-27, 25-19, 25-21               |
| 2 agosto 2014 Başkent Volleyball Hall, Ankara Durata: 1h:50 - Spettatori: 1 000  | Russia      | 3 - 1 | Giappone    | 25-23, 25-13, 24-26, 25-18        |
| 2 agosto 2014 Başkent Volleyball Hall, Ankara Durata: 2h:26 - Spettatori: 5 600  | Turchia     | 3 - 2 | Stati Uniti | 25-21, 27-29, 25-21, 20-25, 15-12 |
| 3 agosto 2014 Başkent Volleyball Hall, Ankara Durata: 2h:22 - Spettatori: 3 500  | Giappone    | 2 - 3 | Stati Uniti | 27-25, 17-25, 22-25, 26-24, 11-15 |
| 3 agosto 2014 Başkent Volleyball Hall, Ankara Durata: 2h:18 - Spettatori: 7 500  | Turchia     | 3 - 2 | Russia      | 25-23, 29-27, 14-25, 18-25, 15-10 |

###### Girone B
| 1º agosto 2014 Hwaseong Sports Complex, Hwaseong Durata: 1h:24 - Spettatori: 1 750 | Serbia        | 3 - 0 | Germania   | 26-24, 25-20, 25-15               |
| 1º agosto 2014 Hwaseong Sports Complex, Hwaseong Durata: 1h:54 - Spettatori: 3 150 | Corea del Sud | 3 - 1 | Thailandia | 23-25, 25-22, 25-16, 25-20        |
| 2 agosto 2014 Hwaseong Sports Complex, Hwaseong Durata: 2h:07 - Spettatori: 3 130  | Corea del Sud | 3 - 1 | Germania   | 21-25, 25-20, 25-22, 25-21        |
| 2 agosto 2014 Hwaseong Sports Complex, Hwaseong Durata: 2h:10 - Spettatori: 3 010  | Serbia        | 2 - 3 | Thailandia | 19-25, 25-18, 25-20, 19-25, 13-15 |
| 3 agosto 2014 Hwaseong Sports Complex, Hwaseong Durata: 1h:50 - Spettatori: 5 030  | Corea del Sud | 1 - 3 | Serbia     | 22-25, 24-26, 25-21, 9-25         |
| 3 agosto 2014 Hwaseong Sports Complex, Hwaseong Durata: 1h:31 - Spettatori: 4 830  | Thailandia    | 0 - 3 | Germania   | 21-25, 22-25, 21-25               |

###### Girone C
| 1º agosto 2014 PalaSerradimigni, Sassari Durata: 2h:01 - Spettatori: 1 500 | Brasile         | 3 - 1 | Cina            | 25-21, 23-25, 25-17, 25-16        |
| 1º agosto 2014 PalaSerradimigni, Sassari Durata: 1h:28 - Spettatori: 3 000 | Italia          | 3 - 0 | Rep. Dominicana | 25-18, 25-23, 25-15               |
| 2 agosto 2014 PalaSerradimigni, Sassari Durata: 1h:27 - Spettatori: 2 800  | Cina            | 3 - 0 | Rep. Dominicana | 25-18, 25-21, 25-23               |
| 2 agosto 2014 PalaSerradimigni, Sassari Durata: 1h:20 - Spettatori: 4 500  | Brasile         | 3 - 0 | Italia          | 25-21, 25-16, 25-15               |
| 3 agosto 2014 PalaSerradimigni, Sassari Durata: 1h:33 - Spettatori: 1 800  | Rep. Dominicana | 0 - 3 | Brasile         | 24-26, 19-25, 18-25               |
| 3 agosto 2014 PalaSerradimigni, Sassari Durata: 2h:12 - Spettatori: 3 800  | Italia          | 3 - 2 | Cina            | 25-18, 18-25, 25-22, 18-25, 15-10 |

##### Secondo week-end
| Girone D      | Girone E        | Girone F   |
| ------------- | --------------- | ---------- |
| Brasile       | Germania        | Cina       |
| Corea del Sud | Rep. Dominicana | Giappone   |
| Russia        | Serbia          | Italia     |
| Stati Uniti   | Turchia         | Thailandia |

###### Girone D
| 8 agosto 2014 Ginásio do Ibirapuera, San Paolo Durata: 2h:03 - Spettatori: 1 757   | Russia      | 1 - 3 | Stati Uniti   | 25-22, 19-25, 18-25, 17-25 |
| 8 agosto 2014 Ginásio do Ibirapuera, San Paolo Durata: 1h:18 - Spettatori: 5 069   | Brasile     | 3 - 0 | Corea del Sud | 25-16, 25-12, 25-15        |
| 9 agosto 2014 Ginásio do Ibirapuera, San Paolo Durata: 1h:29 - Spettatori: 10 250  | Brasile     | 3 - 0 | Russia        | 25-15, 25-21, 25-17        |
| 9 agosto 2014 Ginásio do Ibirapuera, San Paolo Durata: 1h:21 - Spettatori: 2 046   | Stati Uniti | 3 - 0 | Corea del Sud | 25-15, 25-17, 25-16        |
| 10 agosto 2014 Ginásio do Ibirapuera, San Paolo Durata: 1h:48 - Spettatori: 10 315 | Brasile     | 3 - 0 | Stati Uniti   | 25-20, 25-22, 29-27        |
| 10 agosto 2014 Ginásio do Ibirapuera, San Paolo Durata: 2h:09 - Spettatori: 1 794  | Russia      | 1 - 3 | Corea del Sud | 25-21, 21-25, 25-27, 22-25 |

###### Girone E
| 8 agosto 2014 Başkent Volleyball Hall, Ankara Durata: 1h:28 - Spettatori: 700    | Serbia          | 0 - 3 | Germania        | 21-25, 28-30, 18-25               |
| 8 agosto 2014 Başkent Volleyball Hall, Ankara Durata: 2h:02 - Spettatori: 3 000  | Turchia         | 2 - 3 | Rep. Dominicana | 25-23, 25-19, 22-25, 22-25, 9-15  |
| 9 agosto 2014 Başkent Volleyball Hall, Ankara Durata: 2h:24 - Spettatori: 1 500  | Germania        | 3 - 2 | Rep. Dominicana | 25-19, 19-25, 22-25, 25-16, 16-14 |
| 9 agosto 2014 Başkent Volleyball Hall, Ankara Durata: 2h:14 - Spettatori: 6 000  | Turchia         | 3 - 2 | Serbia          | 18-25, 25-19, 22-25, 25-20, 17-15 |
| 10 agosto 2014 Başkent Volleyball Hall, Ankara Durata: 1h:26 - Spettatori: 1 000 | Rep. Dominicana | 0 - 3 | Serbia          | 21-25, 22-25, 25-27               |
| 10 agosto 2014 Başkent Volleyball Hall, Ankara Durata: 1h:53 - Spettatori: 7 500 | Turchia         | 3 - 1 | Germania        | 25-15, 25-19, 21-25, 25-20        |

###### Girone F
| 8 agosto 2014 Hong Kong Coliseum, Hong Kong Durata: 2h:10 - Spettatori: 7 673   | Giappone | 2 - 3 | Italia     | 20-25, 17-25, 25-21, 25-20, 11-15 |
| 8 agosto 2014 Hong Kong Coliseum, Hong Kong Durata: 1h:58 - Spettatori: 9 533   | Cina     | 3 - 1 | Thailandia | 29-27, 25-18, 20-25, 25-15        |
| 9 agosto 2014 Hong Kong Coliseum, Hong Kong Durata: 1h:23 - Spettatori: 7 776   | Italia   | 3 - 0 | Thailandia | 25-19, 25-21, 25-23               |
| 9 agosto 2014 Hong Kong Coliseum, Hong Kong Durata: 1h:24 - Spettatori: 10 243  | Cina     | 3 - 0 | Giappone   | 25-16, 25-14, 25-22               |
| 10 agosto 2014 Hong Kong Coliseum, Hong Kong Durata: 1h:47 - Spettatori: 9 203  | Giappone | 3 - 1 | Thailandia | 25-18, 25-15, 19-25, 25-20        |
| 10 agosto 2014 Hong Kong Coliseum, Hong Kong Durata: 1h:54 - Spettatori: 10 667 | Cina     | 3 - 1 | Italia     | 25-20, 25-18, 22-25, 25-16        |

##### Terzo week-end
| Girone G        | Girone H | Girone I      |
| --------------- | -------- | ------------- |
| Brasile         | Germania | Cina          |
| Rep. Dominicana | Italia   | Corea del Sud |
| Stati Uniti     | Russia   | Giappone      |
| Thailandia      | Turchia  | Serbia        |

###### Girone G
| 15 agosto 2014 Indoor Stadium Huamark, Bangkok Durata: 2h:08 - Spettatori: 6 500 | Thailandia      | 3 - 1 | Rep. Dominicana | 25-17, 25-23, 20-25, 25-22        |
| 15 agosto 2014 Indoor Stadium Huamark, Bangkok Durata: 2h:37 - Spettatori: 4 500 | Brasile         | 3 - 2 | Stati Uniti     | 29-31, 22-25, 25-22, 25-19, 15-9  |
| 16 agosto 2014 Indoor Stadium Huamark, Bangkok Durata: 1h:29 - Spettatori: 4 500 | Brasile         | 3 - 0 | Rep. Dominicana | 25-19, 25-11, 29-27               |
| 16 agosto 2014 Indoor Stadium Huamark, Bangkok Durata: 2h:10 - Spettatori: 6 500 | Thailandia      | 2 - 3 | Stati Uniti     | 19-25, 25-19, 25-20, 12-25, 10-15 |
| 17 agosto 2014 Indoor Stadium Huamark, Bangkok Durata: 2h:04 - Spettatori: 4 800 | Rep. Dominicana | 1 - 3 | Stati Uniti     | 21-25, 25-15, 19-25, 27-29        |
| 17 agosto 2014 Indoor Stadium Huamark, Bangkok Durata: 1h:22 - Spettatori: 7 000 | Thailandia      | 0 - 3 | Brasile         | 15-25, 18-25, 17-25               |

###### Girone H
| 15 agosto 2014 Dvorec Sporta Jantarnyj, Kaliningrad Durata: 2h:14 - Spettatori: 980   | Turchia  | 1 - 3 | Germania | 25-20, 34-36, 20-25, 22-25        |
| 15 agosto 2014 Dvorec Sporta Jantarnyj, Kaliningrad Durata: 1h:53 - Spettatori: 4 500 | Russia   | 3 - 1 | Italia   | 25-27, 25-19, 25-19, 25-18        |
| 16 agosto 2014 Dvorec Sporta Jantarnyj, Kaliningrad Durata: 2h:19 - Spettatori: 1 000 | Italia   | 3 - 2 | Germania | 22-25, 21-25, 25-18, 25-14, 15-12 |
| 16 agosto 2014 Dvorec Sporta Jantarnyj, Kaliningrad Durata: 2h:07 - Spettatori: 4 619 | Russia   | 3 - 1 | Turchia  | 28-26, 19-25, 25-21, 25-15        |
| 17 agosto 2014 Dvorec Sporta Jantarnyj, Kaliningrad Durata: 1h:54 - Spettatori: 1 100 | Italia   | 1 - 3 | Turchia  | 23-25, 19-25, 25-22, 23-25        |
| 17 agosto 2014 Dvorec Sporta Jantarnyj, Kaliningrad Durata: 1h:34 - Spettatori: 5 100 | Germania | 0 - 3 | Russia   | 25-27, 24-26, 24-26               |

###### Girone I
| 15 agosto 2014 Fórum de Macau, Macao Durata: 1h:45 - Spettatori: 2 000 | Giappone      | 3 - 1 | Serbia        | 25-17, 10-25, 25-17, 25-19        |
| 15 agosto 2014 Fórum de Macau, Macao Durata: 2h:01 - Spettatori: 3 920 | Cina          | 3 - 1 | Corea del Sud | 24-26, 25-18, 25-22, 25-19        |
| 16 agosto 2014 Fórum de Macau, Macao Durata: 2h:27 - Spettatori: 3 560 | Giappone      | 3 - 2 | Corea del Sud | 22-25, 25-21, 20-25, 27-25, 15-13 |
| 16 agosto 2014 Fórum de Macau, Macao Durata: 2h:32 - Spettatori: 3 680 | Cina          | 2 - 3 | Serbia        | 26-24, 26-28, 25-21, 20-25, 15-17 |
| 17 agosto 2014 Fórum de Macau, Macao Durata: 2h:00 - Spettatori: 3 450 | Corea del Sud | 3 - 1 | Serbia        | 20-25, 25-23, 25-19, 26-24        |
| 17 agosto 2014 Fórum de Macau, Macao Durata: 2h:00 - Spettatori: 4 010 | Cina          | 1 - 3 | Giappone      | 20-25, 22-25, 25-18, 26-28        |

##### Classifica
| Pos | Squadra         | Pt | G | V | P | SV | SP | Ratio | PF  | PS  | Ratio |
| --- | --------------- | -- | - | - | - | -- | -- | ----- | --- | --- | ----- |
| 1   | Brasile         | 26 | 9 | 9 | 0 | 27 | 3  | 9.000 | 748 | 570 | 1.312 |
| 2   | Cina            | 17 | 9 | 5 | 4 | 21 | 15 | 1.400 | 829 | 773 | 1.072 |
| 3   | Turchia         | 16 | 9 | 6 | 3 | 22 | 17 | 1.294 | 883 | 868 | 1.017 |
| 4   | Russia          | 16 | 9 | 5 | 4 | 19 | 16 | 1.188 | 807 | 777 | 1.039 |
| 5   | Stati Uniti     | 15 | 9 | 5 | 4 | 20 | 18 | 1.111 | 850 | 817 | 1.040 |
| 6   | Serbia          | 13 | 9 | 5 | 4 | 18 | 18 | 1.000 | 806 | 790 | 1.020 |
| 7   | Corea del Sud   | 13 | 9 | 4 | 5 | 17 | 20 | 0.850 | 784 | 831 | 0.943 |
| 8   | Giappone        | 13 | 9 | 4 | 5 | 16 | 19 | 0.842 | 753 | 810 | 0.930 |
| 9   | Italia          | 12 | 9 | 5 | 4 | 18 | 18 | 1.000 | 769 | 780 | 0.986 |
| 10  | Germania        | 12 | 9 | 4 | 5 | 16 | 18 | 0.889 | 761 | 786 | 0.968 |
| 11  | Thailandia      | 6  | 9 | 2 | 7 | 11 | 24 | 0.458 | 712 | 808 | 0.881 |
| 12  | Rep. Dominicana | 3  | 9 | 1 | 8 | 7  | 26 | 0.269 | 689 | 781 | 0.882 |

#### Gruppo 2

##### Primo week-end
| Girone J | Girone K    |
| -------- | ----------- |
| Belgio   | Argentina   |
| Canada   | Cuba        |
| Perù     | Paesi Bassi |
| Polonia  | Porto Rico  |

###### Girone J
| 25 luglio 2014 Coliseo Dibós, Lima Durata: 1h:58 - Spettatori: 1 200 | Polonia | 3 - 1 | Belgio  | 25-18, 25-23, 22-25, 25-21 |
| 25 luglio 2014 Coliseo Dibós, Lima Durata: 1h:52 - Spettatori: 3 300 | Perù    | 3 - 1 | Canada  | 25-21, 25-18, 25-27, 25-16 |
| 26 luglio 2014 Coliseo Dibós, Lima Durata: 1h:39 - Spettatori: 2 500 | Polonia | 3 - 1 | Canada  | 25-15, 14-25, 25-21, 25-11 |
| 26 luglio 2014 Coliseo Dibós, Lima Durata: 1h:22 - Spettatori: 5 000 | Perù    | 0 - 3 | Belgio  | 21-25, 14-25, 19-25        |
| 27 luglio 2014 Coliseo Dibós, Lima Durata: 1h:22 - Spettatori: 4 200 | Belgio  | 3 - 0 | Canada  | 25-13, 25-19, 28-26        |
| 27 luglio 2014 Coliseo Dibós, Lima Durata: 1h:54 - Spettatori: 5 000 | Perù    | 1 - 3 | Polonia | 22-25, 23-25, 25-21, 20-25 |

###### Girone K
| 25 luglio 2014 Coliseo Guillermo Angulo, Carolina Durata: 1h:13 - Spettatori: 700   | Paesi Bassi | 3 - 0 | Cuba        | 25-11, 25-13, 25-20        |
| 25 luglio 2014 Coliseo Guillermo Angulo, Carolina Durata: 1h:01 - Spettatori: 2 200 | Porto Rico  | 3 - 0 | Argentina   | 25-22, 25-18, 25-22        |
| 26 luglio 2014 Coliseo Guillermo Angulo, Carolina Durata: 1h:31 - Spettatori: 900   | Cuba        | 1 - 3 | Argentina   | 18-25, 25-23, 23-25, 12-25 |
| 26 luglio 2014 Coliseo Guillermo Angulo, Carolina Durata: 1h:24 - Spettatori: 2 400 | Porto Rico  | 0 - 3 | Paesi Bassi | 22-25, 11-25, 22-25        |
| 27 luglio 2014 Coliseo Guillermo Angulo, Carolina Durata: 1h:26 - Spettatori: 600   | Argentina   | 0 - 3 | Paesi Bassi | 19-25, 19-25, 24-26        |
| 27 luglio 2014 Coliseo Guillermo Angulo, Carolina Durata: 1h:27 - Spettatori: 2 100 | Porto Rico  | 3 - 0 | Cuba        | 25-20, 25-17, 25-17        |

##### Secondo week-end
| Girone L    | Girone M   |
| ----------- | ---------- |
| Argentina   | Cuba       |
| Belgio      | Perù       |
| Canada      | Polonia    |
| Paesi Bassi | Porto Rico |

###### Girone L
| 1º agosto 2014 Sportoase Leuven, Lovanio Durata: 1h:18 - Spettatori: 350   | Paesi Bassi | 3 - 0 | Argentina   | 25-20, 25-18, 25-12               |
| 1º agosto 2014 Sportoase Leuven, Lovanio Durata: 1h:30 - Spettatori: 2 453 | Belgio      | 3 - 0 | Canada      | 25-17, 25-20, 25-19               |
| 2 agosto 2014 Sportoase Leuven, Lovanio Durata: 2h:29 - Spettatori: 472    | Argentina   | 2 - 3 | Canada      | 25-23, 25-22, 24-26, 22-25, 13-15 |
| 2 agosto 2014 Sportoase Leuven, Lovanio Durata: 2h:31 - Spettatori: 3 900  | Paesi Bassi | 3 - 2 | Belgio      | 27-29, 20-25, 25-19, 25-23, 15-6  |
| 3 agosto 2014 Sportoase Leuven, Lovanio Durata: 2h:23 - Spettatori: 300    | Canada      | 2 - 3 | Paesi Bassi | 25-15, 20-25, 19-25, 25-21, 9-15  |
| 3 agosto 2014 Sportoase Leuven, Lovanio Durata: 1h:29 - Spettatori: 2 790  | Argentina   | 0 - 3 | Belgio      | 26-28, 16-25, 19-25               |

###### Girone M
| 1º agosto 2014 Coliseo Gran Chimú, Trujillo Durata: 1h:16 - Spettatori: 2 000 | Polonia | 3 - 0 | Cuba       | 25-21, 26-24, 25-12               |
| 1º agosto 2014 Coliseo Gran Chimú, Trujillo Durata: 1h:22 - Spettatori: 3 500 | Perù    | 0 - 3 | Porto Rico | 23-25, 16-25, 22-25               |
| 2 agosto 2014 Coliseo Gran Chimú, Trujillo Durata: 1h:56 - Spettatori: 3 000  | Polonia | 1 - 3 | Porto Rico | 24-26, 26-24, 10-25, 22-25        |
| 2 agosto 2014 Coliseo Gran Chimú, Trujillo Durata: 1h:19 - Spettatori: 4 000  | Perù    | 3 - 0 | Cuba       | 25-20, 25-21, 25-17               |
| 3 agosto 2014 Coliseo Gran Chimú, Trujillo Durata: 2h:03 - Spettatori: 2 000  | Cuba    | 2 - 3 | Porto Rico | 15-25, 25-22, 26-24, 16-25, 12-15 |
| 3 agosto 2014 Coliseo Gran Chimú, Trujillo Durata: 2h:12 - Spettatori: 4 500  | Perù    | 2 - 3 | Polonia    | 25-18, 23-25, 18-25, 25-22, 12-15 |

##### Terzo week-end
| Girone N  | Girone O    |
| --------- | ----------- |
| Argentina | Belgio      |
| Canada    | Paesi Bassi |
| Cuba      | Polonia     |
| Perù      | Porto Rico  |

###### Girone N
| 8 agosto 2014 Microestadio Zamora, Buenos Aires Durata: 1h:25 - Spettatori: 1 254  | Canada    | 0 - 3 | Cuba   | 25-27, 18-25, 22-25               |
| 8 agosto 2014 Microestadio Zamora, Buenos Aires Durata: 1h:25 - Spettatori: 1 254  | Argentina | 3 - 0 | Perù   | 25-27, 18-25, 22-25               |
| 9 agosto 2014 Microestadio Zamora, Buenos Aires Durata: 2h:21 - Spettatori: 3 480  | Cuba      | 2 - 3 | Perù   | 25-27, 30-28, 23-25, 25-22, 13-15 |
| 9 agosto 2014 Microestadio Zamora, Buenos Aires Durata: 2h:25 - Spettatori: 4 250  | Argentina | 3 - 1 | Canada | 25-22, 23-25, 25-21, 25-16        |
| 10 agosto 2014 Microestadio Zamora, Buenos Aires Durata: 1h:25 - Spettatori: 2 980 | Perù      | 0 - 3 | Canada | 21-25, 20-25, 22-25               |
| 10 agosto 2014 Microestadio Zamora, Buenos Aires Durata: 2h:01 - Spettatori: 3 695 | Argentina | 3 - 1 | Cuba   | 25-21, 25-15, 28-30, 25-22        |

###### Girone O
| 8 agosto 2014 Topsport Centre Doetinchem, Doetinchem Durata: 1h:32 - Spettatori: 700    | Belgio      | 3 - 0 | Polonia     | 25-20, 25-19, 25-12               |
| 8 agosto 2014 Topsport Centre Doetinchem, Doetinchem Durata: 2h:26 - Spettatori: 1 100  | Paesi Bassi | 2 - 3 | Porto Rico  | 25-23, 25-20, 21-25, 22-25, 13-15 |
| 9 agosto 2014 Topsport Centre Doetinchem, Doetinchem Durata: 1h:58 - Spettatori: 1 050  | Porto Rico  | 3 - 1 | Polonia     | 25-18, 25-18, 18-25, 25-22        |
| 9 agosto 2014 Topsport Centre Doetinchem, Doetinchem Durata: 1h:31 - Spettatori: 1 650  | Paesi Bassi | 3 - 0 | Belgio      | 25-22, 26-24, 25-20               |
| 10 agosto 2014 Topsport Centre Doetinchem, Doetinchem Durata: 1h:29 - Spettatori: 900   | Porto Rico  | 0 - 3 | Belgio      | 16-25, 22-25, 26-28               |
| 10 agosto 2014 Topsport Centre Doetinchem, Doetinchem Durata: 1h:19 - Spettatori: 1 650 | Polonia     | 0 - 3 | Paesi Bassi | 18-25, 21-25, 20-25               |

##### Classifica
| Pos | Squadra     | Pt | G | V | P | SV | SP | Ratio | PF  | PS  | Ratio |
| --- | ----------- | -- | - | - | - | -- | -- | ----- | --- | --- | ----- |
| 1   | Paesi Bassi | 23 | 9 | 8 | 1 | 26 | 7  | 3.714 | 771 | 644 | 1.197 |
| 2   | Porto Rico  | 19 | 9 | 7 | 2 | 21 | 12 | 1.750 | 756 | 695 | 1.088 |
| 3   | Belgio      | 19 | 9 | 6 | 3 | 21 | 9  | 2.333 | 714 | 629 | 1.135 |
| 4   | Polonia     | 14 | 9 | 5 | 4 | 17 | 17 | 1.000 | 738 | 752 | 0.981 |
| 5   | Argentina   | 13 | 9 | 4 | 5 | 14 | 17 | 0.778 | 718 | 715 | 1.004 |
| 6   | Perù        | 9  | 9 | 3 | 6 | 12 | 18 | 0.667 | 713 | 757 | 0.942 |
| 7   | Canada      | 6  | 9 | 2 | 7 | 11 | 23 | 0.478 | 701 | 790 | 0.887 |
| 8   | Cuba        | 5  | 9 | 1 | 8 | 9  | 24 | 0.375 | 666 | 795 | 0.838 |

#### Gruppo 3

##### Primo week-end
| Girone P   | Girone Q |
| ---------- | -------- |
| Australia  | Algeria  |
| Croazia    | Bulgaria |
| Kazakistan | Kenya    |
| Rep. Ceca  | Messico  |

###### Girone P
| 25 luglio 2014 Baluan Sports Palace, Almaty Durata: 2h:12 - Spettatori: 430   | Croazia    | 1 - 3 | Rep. Ceca | 30-21, 21-25, 25-19, 20-25 |
| 25 luglio 2014 Baluan Sports Palace, Almaty Durata: 1h:13 - Spettatori: 1 400 | Kazakistan | 3 - 0 | Australia | 25-21, 25-16, 25-16        |
| 26 luglio 2014 Baluan Sports Palace, Almaty Durata: 1h:22 - Spettatori: 600   | Australia  | 0 - 3 | Rep. Ceca | 21-25, 14-25, 20-25        |
| 26 luglio 2014 Baluan Sports Palace, Almaty Durata: 2h:04 - Spettatori: 1 300 | Kazakistan | 1 - 3 | Croazia   | 22-25, 22-25, 27-25, 20-25 |
| 27 luglio 2014 Baluan Sports Palace, Almaty Durata: 1h:15 - Spettatori: 500   | Croazia    | 3 - 0 | Australia | 25-18, 25-12, 25-17        |
| 27 luglio 2014 Baluan Sports Palace, Almaty Durata: 1h:54 - Spettatori: 1 900 | Kazakistan | 1 - 3 | Rep. Ceca | 16-25, 24-26, 27-25, 16-25 |

###### Girone Q
| 25 luglio 2014 Gymnasium de la Barrera, Città del Messico Durata: 2h:04 - Spettatori: 250   | Algeria  | 2 - 3 | Bulgaria | 15-25, 25-22, 18-25, 25-23, 17-19 |
| 25 luglio 2014 Gymnasium de la Barrera, Città del Messico Durata: 1h:40 - Spettatori: 600   | Messico  | 1 - 3 | Kenya    | 18-25, 23-25, 25-18, 22-25        |
| 26 luglio 2014 Gymnasium de la Barrera, Città del Messico Durata: 2h:05 - Spettatori: 250   | Bulgaria | 3 - 2 | Kenya    | 25-20, 23-25, 26-24, 24-26, 15-12 |
| 26 luglio 2014 Gymnasium de la Barrera, Città del Messico Durata: 1h:20 - Spettatori: 650   | Messico  | 3 - 0 | Algeria  | 25-19, 25-22, 25-23               |
| 27 luglio 2014 Gymnasium de la Barrera, Città del Messico Durata: 1h:05 - Spettatori: 300   | Kenya    | 3 - 0 | Algeria  | 25-14, 25-18, 25-13               |
| 27 luglio 2014 Gymnasium de la Barrera, Città del Messico Durata: 1h:47 - Spettatori: 1 250 | Messico  | 1 - 3 | Bulgaria | 23-25, 20-25, 25-23, 21-25        |

##### Secondo week-end
| Girone R   | Girone S  |
| ---------- | --------- |
| Algeria    | Australia |
| Kazakistan | Bulgaria  |
| Messico    | Croazia   |
| Rep. Ceca  | Kenya     |

###### Girone R
| 1º agosto 2014 City Hall Brno, Brno Durata: 1h:15 - Spettatori: 90  | Messico    | 0 - 3 | Kazakistan | 18-25, 16-25, 19-25        |
| 1º agosto 2014 City Hall Brno, Brno Durata: 1h:09 - Spettatori: 435 | Rep. Ceca  | 3 - 0 | Algeria    | 25-8, 25-7, 25-17          |
| 2 agosto 2014 City Hall Brno, Brno Durata: 1h:23 - Spettatori: 445  | Messico    | 3 - 0 | Rep. Ceca  | 14-25, 18-25, 19-25        |
| 2 agosto 2014 City Hall Brno, Brno Durata: 1h:13 - Spettatori: 80   | Kazakistan | 3 - 0 | Algeria    | 25-8, 25-19, 25-17         |
| 3 agosto 2014 City Hall Brno, Brno Durata: 1h:53 - Spettatori: 110  | Algeria    | 1 - 3 | Messico    | 27-29, 25-17, 20-25, 18-25 |
| 3 agosto 2014 City Hall Brno, Brno Durata: 1h:23 - Spettatori: 625  | Rep. Ceca  | 3 - 0 | Kazakistan | 25-15, 25-20, 25-21        |

###### Girone S
| 1º agosto 2014 Zatika Hall, Parenzo Durata: 1h:02 - Spettatori: 70  | Australia | 0 - 3 | Bulgaria  | 14-25, 19-25, 13-25               |
| 1º agosto 2014 Zatika Hall, Parenzo Durata: 1h:13 - Spettatori: 200 | Croazia   | 3 - 0 | Kenya     | 25-20, 25-17, 25-22               |
| 2 agosto 2014 Zatika Hall, Parenzo Durata: 1h:28 - Spettatori: 60   | Bulgaria  | 3 - 1 | Kenya     | 21-25, 25-8, 25-20, 25-11         |
| 2 agosto 2014 Zatika Hall, Parenzo Durata: 1h:47 - Spettatori: 150  | Australia | 1 - 3 | Croazia   | 18-25, 25-20, 23-25, 16-25        |
| 3 agosto 2014 Zatika Hall, Parenzo Durata: 1h:55 - Spettatori: 0    | Kenya     | 3 - 2 | Australia | 25-17, 18-25, 25-21, 22-25, 15-11 |
| 3 agosto 2014 Zatika Hall, Parenzo Durata: 1h:57 - Spettatori: 800  | Croazia   | 1 - 3 | Bulgaria  | 27-25, 24-26, 18-25, 19-25        |

##### Classifica
| Pos | Squadra    | Pt | G | V | P | SV | SP | Ratio | PF  | PS  | Ratio |
| --- | ---------- | -- | - | - | - | -- | -- | ----- | --- | --- | ----- |
| 1   | Rep. Ceca  | 18 | 6 | 6 | 0 | 18 | 2  | 9.000 | 502 | 373 | 1.346 |
| 2   | Bulgaria   | 16 | 6 | 6 | 0 | 18 | 7  | 2.571 | 597 | 494 | 1.209 |
| 3   | Croazia    | 12 | 6 | 4 | 2 | 14 | 8  | 1.750 | 529 | 481 | 1.100 |
| 4   | Kazakistan | 9  | 6 | 3 | 3 | 11 | 9  | 1.222 | 455 | 426 | 1.068 |
| 5   | Kenya      | 9  | 6 | 3 | 3 | 12 | 12 | 1.000 | 503 | 516 | 0.975 |
| 6   | Messico    | 6  | 6 | 2 | 4 | 8  | 13 | 0.615 | 452 | 495 | 0.913 |
| 7   | Australia  | 1  | 6 | 0 | 6 | 3  | 18 | 0.167 | 382 | 500 | 0.764 |
| 8   | Algeria    | 1  | 6 | 0 | 6 | 3  | 18 | 0.167 | 375 | 510 | 0.735 |

### Fase finale

#### Gruppo 1

##### Final Six

###### Risultati
| 20 agosto 2014 Ariake Coliseum, Tokyo Durata: 1h:54 - Spettatori: 1 000 | Cina     | 3 - 1 | Belgio   | 25-19, 25-27, 25-18, 25-15        |
| 20 agosto 2014 Ariake Coliseum, Tokyo Durata: 2h:16 - Spettatori: 1 800 | Turchia  | 3 - 2 | Brasile  | 25-18, 25-23, 21-25, 19-25, 15-12 |
| 20 agosto 2014 Ariake Coliseum, Tokyo Durata: 2h:07 - Spettatori: 7 000 | Giappone | 3 - 1 | Russia   | 22-25, 25-20, 25-21, 25-17        |
| 21 agosto 2014 Ariake Coliseum, Tokyo Durata: 1h:23 - Spettatori: 1 000 | Russia   | 3 - 0 | Belgio   | 25-23, 25-16, 25-19               |
| 21 agosto 2014 Ariake Coliseum, Tokyo Durata: 1h:30 - Spettatori: 2 000 | Brasile  | 3 - 0 | Cina     | 25-23, 25-20, 25-21               |
| 21 agosto 2014 Ariake Coliseum, Tokyo Durata: 1h:31 - Spettatori: 7 000 | Giappone | 3 - 0 | Turchia  | 25-13, 25-17, 25-17               |
| 22 agosto 2014 Ariake Coliseum, Tokyo Durata: 2h:45 - Spettatori: 1 500 | Turchia  | 2 - 3 | Russia   | 22-25, 24-26, 25-13, 27-25, 12-15 |
| 22 agosto 2014 Ariake Coliseum, Tokyo Durata: 1h:12 - Spettatori: 2 500 | Belgio   | 0 - 3 | Brasile  | 10-25, 12-25, 12-25               |
| 22 agosto 2014 Ariake Coliseum, Tokyo Durata: 1h:36 - Spettatori: 7 500 | Cina     | 0 - 3 | Giappone | 21-25, 17-25, 21-25               |
| 23 agosto 2014 Ariake Coliseum, Tokyo Durata: 2h:35 - Spettatori: 1 800 | Turchia  | 2 - 3 | Cina     | 22-25, 25-18, 25-22, 23-25, 19-21 |
| 23 agosto 2014 Ariake Coliseum, Tokyo Durata: 1h:26 - Spettatori: 4 500 | Russia   | 0 - 3 | Brasile  | 12-25, 21-25, 20-25               |
| 23 agosto 2014 Ariake Coliseum, Tokyo Durata: 1h:30 - Spettatori: 7 800 | Giappone | 3 - 0 | Belgio   | 26-24, 25-16, 25-15               |
| 24 agosto 2014 Ariake Coliseum, Tokyo Durata: 2h:20 - Spettatori: 2 500 | Cina     | 2 - 3 | Russia   | 25-21, 25-14, 22-25, 20-25, 13-15 |
| 24 agosto 2014 Ariake Coliseum, Tokyo Durata: 1h:58 - Spettatori: 4 200 | Belgio   | 1 - 3 | Turchia  | 26-24, 21-25, 23-25, 20-25        |
| 24 agosto 2014 Ariake Coliseum, Tokyo Durata: 1h:36 - Spettatori: 8 000 | Brasile  | 3 - 0 | Giappone | 25-15, 25-18, 27-25               |

###### Classifica
| Pos | Squadra  | Pt | G | V | P | SV | SP | Ratio | PF  | PS  | Ratio |
| --- | -------- | -- | - | - | - | -- | -- | ----- | --- | --- | ----- |
| 1   | Brasile  | 13 | 5 | 4 | 1 | 14 | 3  | 4.667 | 405 | 314 | 1.290 |
| 2   | Giappone | 12 | 5 | 4 | 1 | 12 | 4  | 3.000 | 381 | 321 | 1.187 |
| 3   | Russia   | 7  | 5 | 3 | 2 | 10 | 10 | 1.000 | 415 | 445 | 0.933 |
| 4   | Turchia  | 7  | 5 | 2 | 3 | 10 | 12 | 0.833 | 475 | 483 | 0.983 |
| 5   | Cina     | 6  | 5 | 2 | 3 | 8  | 12 | 0.667 | 439 | 443 | 0.991 |
| 6   | Belgio   | 0  | 5 | 0 | 5 | 2  | 15 | 0.133 | 316 | 425 | 0.744 |

#### Gruppo 2
|  | Semifinali  | Semifinali  | Semifinali  |             |        | Finale     | Finale     | Finale   |  |
|  |             |             |             |             |        |            |            |          |  |
|  | Polonia     | Polonia     | 0           |             |        |            |            |          |  |
|  | Polonia     | Polonia     | 0           |             |        |            |            |          |  |
|  | Belgio      | Belgio      | 3           |             |        |            |            |          |  |
|  | Belgio      | Belgio      | 3           |             | Belgio | Belgio     | 3          |          |  |
|  |             |             |             |             | Belgio | Belgio     | 3          |          |  |
|  |             |             | Paesi Bassi | Paesi Bassi | 2      |            |            |          |  |
|  | Paesi Bassi | Paesi Bassi | Paesi Bassi | Paesi Bassi | 2      | 3          |            |          |  |
|  | Paesi Bassi | Paesi Bassi |             |             |        | 3          |            |          |  |
|  | Porto Rico  | Porto Rico  | 1           |             |        | 3º posto   | 3º posto   | 3º posto |  |
|  | Porto Rico  | Porto Rico  | 1           |             |        |            |            |          |  |
|  |             |             |             |             |        |            |            |          |  |
|  |             |             |             |             |        | Polonia    | Polonia    | 0        |  |
|  |             |             |             |             |        | Polonia    | Polonia    | 0        |  |
|  |             |             |             |             |        | Porto Rico | Porto Rico | 3        |  |

##### Semifinali
| 15 agosto 2014 Hala Koszalinie, Koszalin Durata: 1h:28 - Spettatori: 3 000 | Polonia     | 0 - 3 | Belgio     | 19-25, 16-25, 15-25        |
| 15 agosto 2014 Hala Koszalinie, Koszalin Durata: 1h:58 - Spettatori: 1 400 | Paesi Bassi | 3 - 1 | Porto Rico | 22-25, 31-29, 25-20, 25-12 |

##### Finale 3º posto
| 16 agosto 2014 Hala Koszalinie, Koszalin Durata: 1h:33 - Spettatori: 2 500 | Polonia | 0 - 3 | Porto Rico | 19-25, 17-25, 22-25 |

##### Finale
| 16 agosto 2014 Hala Koszalinie, Koszalin Durata: 2h:20 - Spettatori: 1 500 | Belgio | 3 - 2 | Paesi Bassi | 20-25, 25-23, 25-23, 25-27, 15-10 |

#### Gruppo 3
|  | Semifinali | Semifinali | Semifinali |          |           | Finale     | Finale     | Finale   |  |
|  |            |            |            |          |           |            |            |          |  |
|  | Rep. Ceca  | Rep. Ceca  | 3          |          |           |            |            |          |  |
|  | Rep. Ceca  | Rep. Ceca  | 3          |          |           |            |            |          |  |
|  | Croazia    | Croazia    | 2          |          |           |            |            |          |  |
|  | Croazia    | Croazia    | 2          |          | Rep. Ceca | Rep. Ceca  | 0          |          |  |
|  |            |            |            |          | Rep. Ceca | Rep. Ceca  | 0          |          |  |
|  |            |            | Bulgaria   | Bulgaria | 3         |            |            |          |  |
|  | Bulgaria   | Bulgaria   | Bulgaria   | Bulgaria | 3         | 3          |            |          |  |
|  | Bulgaria   | Bulgaria   |            |          |           | 3          |            |          |  |
|  | Kazakistan | Kazakistan | 1          |          |           | 3º posto   | 3º posto   | 3º posto |  |
|  | Kazakistan | Kazakistan | 1          |          |           |            |            |          |  |
|  |            |            |            |          |           |            |            |          |  |
|  |            |            |            |          |           | Croazia    | Croazia    | 3        |  |
|  |            |            |            |          |           | Croazia    | Croazia    | 3        |  |
|  |            |            |            |          |           | Kazakistan | Kazakistan | 0        |  |

##### Semifinali
| 16 agosto 2014 Arena Samokov, Samokov Durata: 2h:23 - Spettatori: 200 | Rep. Ceca | 3 - 2 | Croazia    | 26-28, 25-21, 20-25, 25-21, 15-10 |
| 16 agosto 2014 Arena Samokov, Samokov Durata: 1h:49 - Spettatori: 550 | Bulgaria  | 3 - 1 | Kazakistan | 25-16, 25-23, 21-25, 25-14        |

##### Finale 3º posto
| 17 agosto 2014 Arena Samokov, Samokov Durata: 1h:22 - Spettatori: 150 | Croazia | 3 - 0 | Kazakistan | 25-20, 25-22, 25-17 |

##### Finale
| 17 agosto 2014 Arena Samokov, Samokov Durata: 1h:15 - Spettatori: 1 050 | Rep. Ceca | 0 - 3 | Bulgaria | 16-25, 13-25, 17-25 |

## Podio

### Campione
Formazione: 1 Fabiana Claudino, 3 Danielle Lins, 4 Ana Carolina da Silva, 5 Adenízia da Silva, 6 Thaísa de Menezes, 8 Jaqueline de Carvalho, 10 Gabriela Guimarães, 11 Tandara Caixeta, 13 Sheilla de Castro, 15 Monique Pavão, 16 Fernanda Garay, 17 Josefa de Souza, 18 Camila Brait, 19 Léia da Silva, CT: José Roberto Guimarães

### Secondo posto
Formazione: 1 Miyu Nagaoka, 2 Hitomi Nakamichi, 3 Saori Kimura, 4 Arisa Takada, 6 Yūko Sano, 7 Mai Yamaguchi, 9 Mizuho Ishida, 12 Yuki Ishii, 13 Risa Shinnabe, 14 Yukiko Ebata, 17 Kana Ōno, 18 Sayaka Tsutsui, 19 Haruka Miyashita, 20 Mami Uchiseto, CT: Masayoshi Manabe

### Terzo posto
Formazione: 1 Jana Ščerban', 3 Anastasija Bavykina, 4 Irina Zarjažko, 5 Aleksandra Pasynkova, 7 Svetlana Krjučkova, 8 Natalija Hončarova, 10 Ekaterina Pankova, 13 Evgenija Starceva, 14 Irina Fetisova, 15 Tat'jana Košeleva, 16 Julija Podskal'naja, 17 Natal'ja Malych, 19 Anna Malova, CT: Jurij Maričev

## Classifica finale
| Pos | Squadre         | Verdetto                         |
| --- | --------------- | -------------------------------- |
|     | Brasile         | Gruppo 1 - World Grand Prix 2015 |
|     | Giappone        | Gruppo 1 - World Grand Prix 2015 |
|     | Russia          | Gruppo 1 - World Grand Prix 2015 |
| 4   | Turchia         | Gruppo 1 - World Grand Prix 2015 |
| 5   | Cina            | Gruppo 1 - World Grand Prix 2015 |
| 6   | Belgio          | Gruppo 1 - World Grand Prix 2015 |
| 7   | Stati Uniti     | Gruppo 1 - World Grand Prix 2015 |
| 8   | Serbia          | Gruppo 1 - World Grand Prix 2015 |
| 9   | Corea del Sud   | Gruppo 1 - World Grand Prix 2015 |
| 10  | Italia          | Gruppo 1 - World Grand Prix 2015 |
| 11  | Germania        | Gruppo 1 - World Grand Prix 2015 |
| 12  | Thailandia      | Gruppo 1 - World Grand Prix 2015 |
| 13  | Rep. Dominicana | Gruppo 2 - World Grand Prix 2015 |
| 14  | Paesi Bassi     | Gruppo 2 - World Grand Prix 2015 |
| 15  | Porto Rico      | Gruppo 2 - World Grand Prix 2015 |
| 16  | Polonia         | Gruppo 2 - World Grand Prix 2015 |
| 17  | Argentina       | Gruppo 2 - World Grand Prix 2015 |
| 18  | Perù            | Gruppo 2 - World Grand Prix 2015 |
| 19  | Canada          | Gruppo 2 - World Grand Prix 2015 |
| 20  | Cuba            | Gruppo 3 - World Grand Prix 2015 |
| 21  | Bulgaria        | Gruppo 2 - World Grand Prix 2015 |
| 22  | Rep. Ceca       | Gruppo 3 - World Grand Prix 2015 |
| 23  | Croazia         | Gruppo 3 - World Grand Prix 2015 |
| 24  | Kazakistan      | Gruppo 3 - World Grand Prix 2015 |
| 25  | Kenya           | Gruppo 3 - World Grand Prix 2015 |
| 26  | Messico         | Gruppo 3 - World Grand Prix 2015 |
| 27  | Australia       | Gruppo 3 - World Grand Prix 2015 |
| 28  | Algeria         | Gruppo 3 - World Grand Prix 2015 |

## Premi individuali
| Premio                 | Nome              | Squadra  |
| ---------------------- | ----------------- | -------- |
| MVP                    | Yūko Sano         | Giappone |
| Miglior palleggiatrice | Danielle Lins     | Brasile  |
| Miglior opposto        | Sheilla de Castro | Brasile  |
| Miglior schiacciatrice | Liu Xiaotong      | Cina     |
| Miglior schiacciatrice | Miyu Nagaoka      | Giappone |
| Miglior centrale       | Irina Fetisova    | Russia   |
| Miglior centrale       | Fabiana Claudino  | Brasile  |
| Miglior libero         | Yūko Sano         | Giappone |